# Canopy Growth
 (mai 2025).
Canopy Growth est une entreprise canadienne spécialisée dans la production et la distribution de cannabis à usage médical.

## Histoire
En juillet 2018, Canopy Growth annonce l'acquisition de Hiku Brands, qui possède la marque Tokyo Smoke, pour 298 millions de dollars canadiens.
En août 2018, Canopy Growth reçoit un investissement de 4 milliards de dollars de la part de Constellation Brands, via une augmentation de son capital, faisant monter la participation de Constellation Brands à 38 %.
En avril 2019, Canopy Growth annonce avoir obtenu un accord avec d'Acreage Holdings, une entreprise américaine de production et de distribution de cannabis, pour l'acquérir pour 3,4 milliards de dollars, quand la consommation de cannabis aura été légalisé au niveau fédéral aux États-Unis.
En mai 2019, Canopy Growth annonce l'acquisition pour 55 millions de dollars américains de This Works, pour se diversifier dans les produits de beautés et d'aides au sommeil contenant du CBD.
En avril 2021, Canopy Growth annonce l'acquisition de Supreme Cannabis pour 247 millions de dollars américains, lui permettant d'avoir une part de marché de 13,6 % du marché du cannabis au Canada.
En septembre 2022, l'entreprise annonce se retirer du retail au Canada, en vendant ses 28 magasins à travers le pays à d'autres entreprises de vente de cannabis.

## Principaux actionnaires
Au 17 février 2020:
| Constellation Brands        | 35,4% |
| The Vanguard Group          | 1,38% |
| Murray Goldman              | 1,15% |
| ETF Managers Group          | 0,76% |
| Bruce Linton                | 0,72% |
| BlackRock Fund Advisors     | 0,65% |
| BMO Asset Management        | 0,60% |
| Susquehanna Financial Group | 0,47% |
| CIBC World Markets          | 0,41% |
| 1832 Asset Management       | 0,41% |